# 波士尼亞之泉

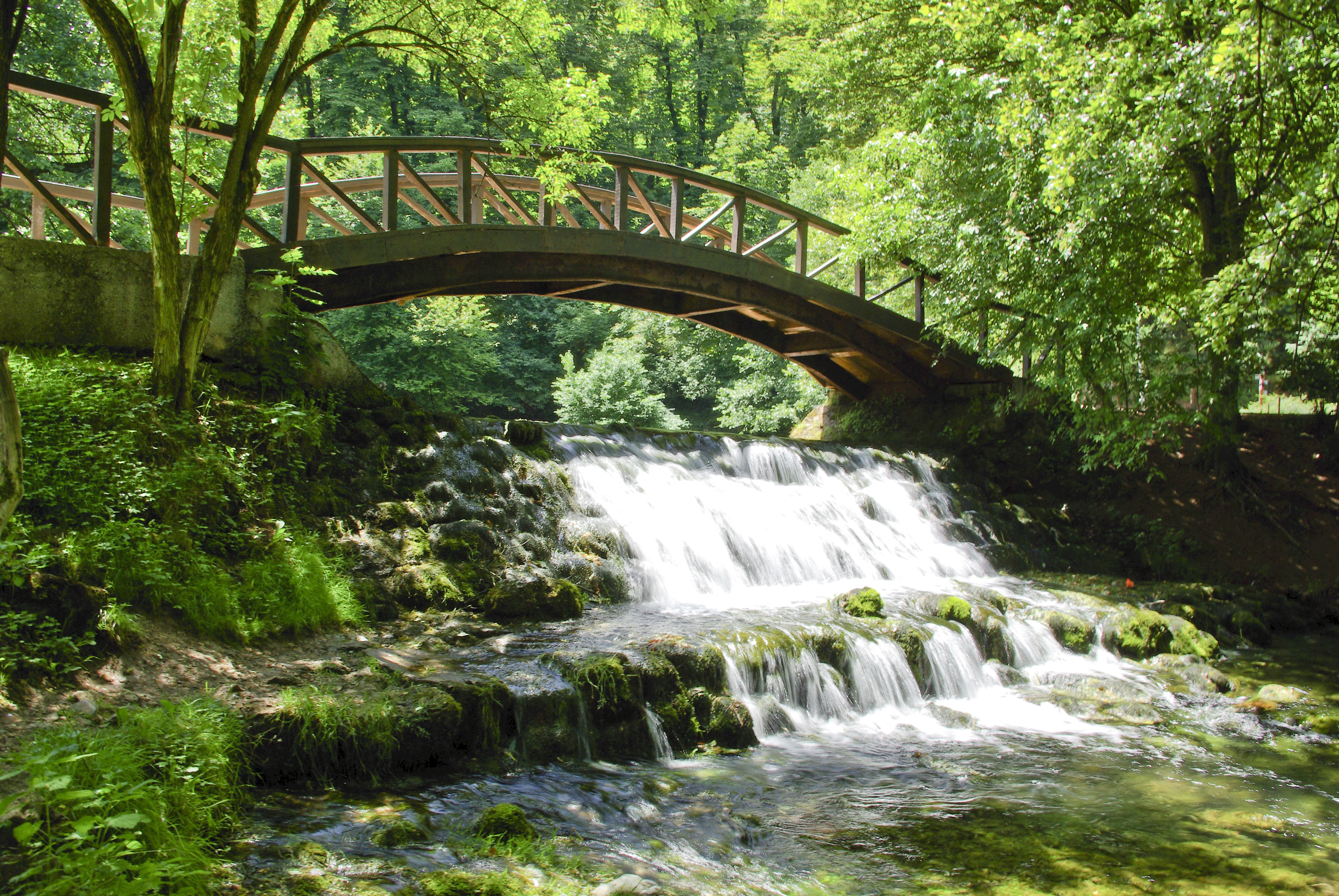
波士尼亞之泉

波士尼亞之泉（Vrelo Bosne）是波士尼亞河的源泉之一，位於波士尼亞與赫塞哥維納中部地區，塞拉耶佛西南。這裡也是波赫一個著名的觀光景點。在波赫戰爭期間，這裡的自然環境曾經缺乏維護。在2000年時因志工的幫助而得到了恢復。